# マリオーネ
マリオーネ（伊: Maglione）は、イタリア共和国ピエモンテ州トリノ県にある、人口約400人の基礎自治体（コムーネ）。

## 地理

### 位置・広がり

#### 隣接コムーネ
隣接するコムーネは以下の通り。括弧内のVCはヴェルチェッリ県所属を示す。
- ボルゴ・ダーレ (VC)
- ボルゴマジーノ
- モンクリヴェッロ (VC)